# Collegio di Spagna

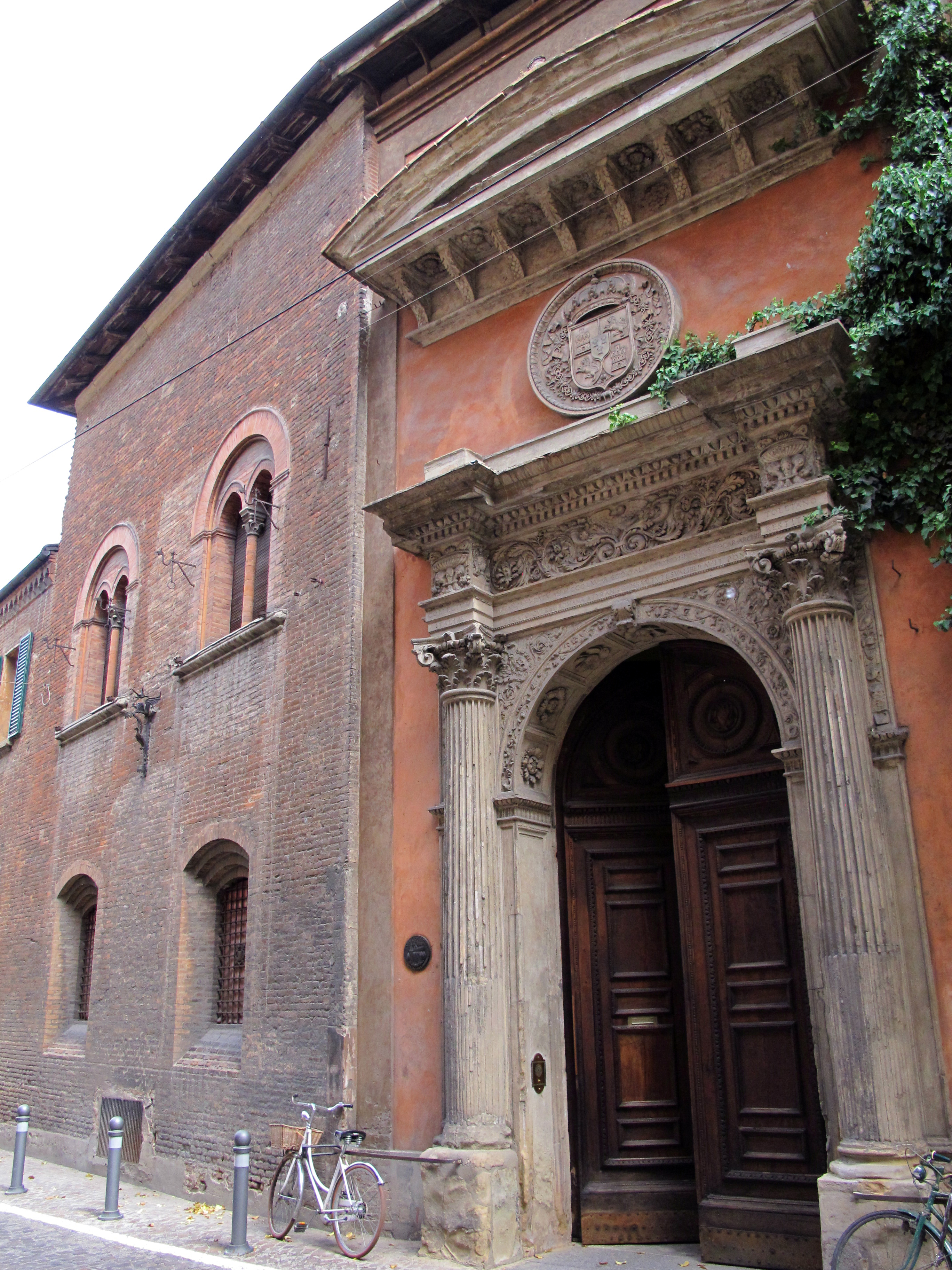
Collegio di Spagna mit dem Portal aus dem 16. Jahrhundert

Das Collegio di Spagna ist ein Palast im Zentrum von Bologna in der italienischen Region Emilia-Romagna. Das Universitätskolleg wurde von Kardinal Egidio Albornoz (1310–1367) als „Domus Hispanica“ (dt.: spanisches Haus) gegründet und heißt heute auch Reale Collegio Maggiore di San Clemente degli Spagnoli oder Reale Collegio di Spagna. Es diente im Mittelalter spanischen Studenten, die an der Universität Bologna eingeschrieben waren. Es ist das älteste Kolleg der Welt, das ausländischen Studenten offenstand, ein Erbe des Phänomens der „Nationes“ in der Tradition der mittelalterlichen Universität. Es ist auch das einzige dieses Typs, das in Kontinentaleuropa überlebt hat (weitere Beispiele dafür gibt es nur im Vereinigten Königreich).
Es ist eine private Institution, die keine öffentlichen Subventionen erhält. Sie genießt aber Privilegien, die von ihrem Status der Exterritorialität herrühren und wurde schon 1364, noch vor der politischen Formation Spaniens, gegründet.
Das Leitungsorgan des Kollegs ist ausschließlich ihr „Giunta di Patronato“ (dt.: Patronatsausschuss) nach den Statuten von 1919, die den Willen des Gründers Egidio Albornoz, als grundlegendes Statut der Institution und als Bedingung des Oberhauptes der Linie (oder Familie) Albornoz als Präsident „in perpetuam“ des Patronatsausschusses anerkennen. Der Signore Iván de Arteaga y del Alcázar, Markgraf von Ariza und Armunia, ist derzeit der Patron und Präsident des Patronatsausschusses des Kollegs, da er das Oberhaupt der Linie (oder Familie) Albornoz ist. Der Patronatsausschuss setzt sich aus fünf Mitgliedern zusammen: Dem Präsidenten (in perpetuam), dem Erzbischof von Toledo, einem Repräsentanten des spanischen Königs, einem Repräsentanten des Außenministeriums und schließlich einem Repräsentanten der ehemaligen Kollegiaten. Besondere Bedeutung kommt Letzterem zu, da der Kardinal Albornoz in seinem Testament die Kollegiaten, die durch ihren Vertreter an der Leitung der Institution beteiligt sind, zu Legaten ernennt.

## Geschichte
Der Kardinal Egidio Albornoz befreite 1360 Bologna von der tyrannischen Herrschaft des Giovanni da Oleggio und ließ auf seine Kosten ein Kolleg für spanische Studenten errichten. Das Kolleg war vom Kardinal dafür bestimmt, Studenten während ihrer Auslandssemester, des „Studium Bolognese“ zu beherbergen und wurde zwischen 1365 und 1367 errichtet, und zwar dank seiner testamentarischen Hinterlassenschaft (vom 29. September 1364) an dem Ort, an dem früher die alten Häuser der Familie Delfini (oder Dalfini) standen. Das Kolleg diente Einrichtungen, die in der Folge an der Universität Salamanca mit analoger Funktion entstanden, als Modell, wie z. B. dem „Colegio Viejo“ (oder „Collegio Mayor de San Bartolomé“) 1401, und denen, die zwischen im 15. und 16. Jahrhundert an anderen spanischen Universitäten entstanden.
Das Kolleg hat in den fast sieben Jahrhunderten seiner Geschichte schwierige Momente gesehen (Kriege, politische Veränderungen, Krisenzeiten etc.), aber stets überlebt. 1715 baten der Rektor und das Kollegium den Senat, das Kolleg wiedereröffnen zu dürfen, das während des spanischen spanischen Erbfolgekrieges geschlossen war. 1796 besiegelte mit der Invasion Frankreichs ein Dekret Napoleons die Aufhebung. Am 11. April 1812 wurden alle Vermögenswerte des Kolleg eingezogen und dann verkauft. Auch zu Beginn des 20. Jahrhunderts fand sich das Kolleg wegen der Belagerung der Institution in ernsten Schwierigkeiten: Ein ernsthafter Versuch, ihr Vermögen zu beschlagnahmen und zu kontrollieren, der ihre Sicherheit gefährdete. Glücklicherweise wurde das gemeinnützige Institut von Joaquín Ignacio de Arteaga y Echagüe, Herzog von El Infantado und Markgraf von Ariza und Armunia, Almirante und Aragón (etc.), Erbe der Linie Albornoz, gerettet, der tapfer seine Rolle als Erbe ausübte.
Unter den bedeutenden Studenten, die das Kolleg beherbergte, waren Antonio de Nebrija, Antonio Agustín, Hernán Núñez de Toledo, Pedro Belluga. Antonio Bernabéu, Ignatius von Loyola, Pedro Arbués und Miguel de Cervantes. 1530 weilte dort Karl V. von Habsburg vier Monate lang während seiner Krönung zum Kaiser des Heiligen Römischen Reiches (in der Basilika San Petronio).

## Preis von „Europa Nostra“
Das Kolleg hat 2012 den „EU Prize for Cultural Heritage“ von „Europa Nostra“ bekommen, da sie als „die repräsentativste Erbeorganisation in Europa mit Mitgliedern von über 40 Ländern“ anerkannt wurde. Als Motivation hierfür war angegeben:

„There could hardly be a finer example of our shared European heritage: a medieval college for Spanish students in an Italian university – the oldest university in the World – using the Italian motif of a loggia around a courtyard, reminiscent of the collegiate architecture of England or France. The Jury admired the beauty and detail of this meticulous restoration, especially of the frescoes, and the courage and determination shown in sustaining both momentum and funding over such a long period.“
(dt.: Man findet kaum ein besseres Beispiel gemeinsamen europäischen Erbes: Ein mittelalterliches Kolleg für spanische Studenten an einer italienischen Universität – der ältesten Universität der Welt –, die das italienische Motiv einer Loggia um einen Innenhof, Reminiszenz der Kollegarchitektur von England oder Frankreich nutzt. Die Jury bewunderte die Schönheit und das Detail dieser sorgfältigen Restaurierung, insbesondere der Fresken, und den Mut und die Entschlossenheit, über einen so langen Zeitraum sowohl die Dynamik als auch die Finanzierung aufrecht zu erhalten.)

## Beschreibung

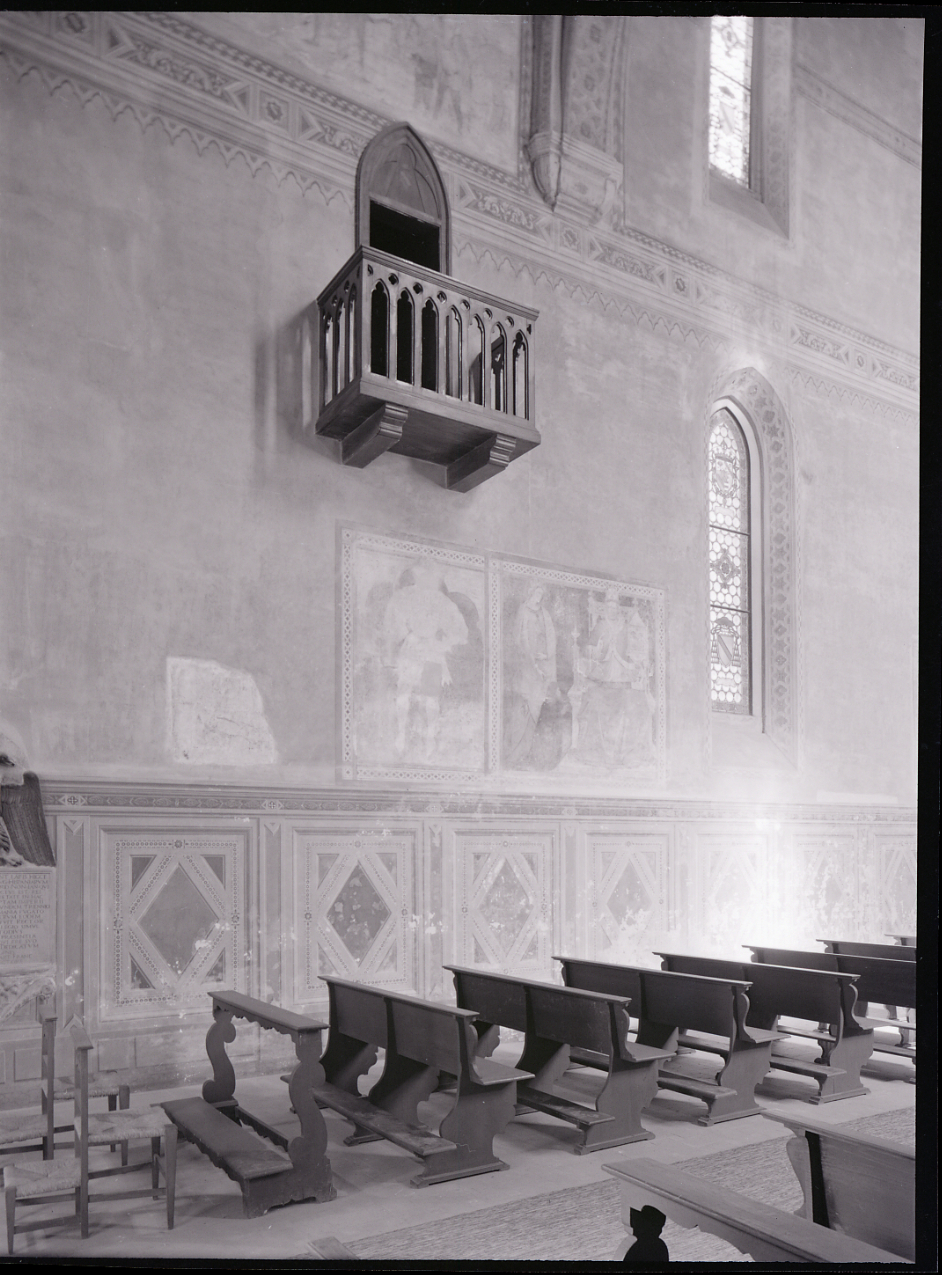
Inneres der Kapelle San Clemente. Foto von Paolo Monti, 1970.

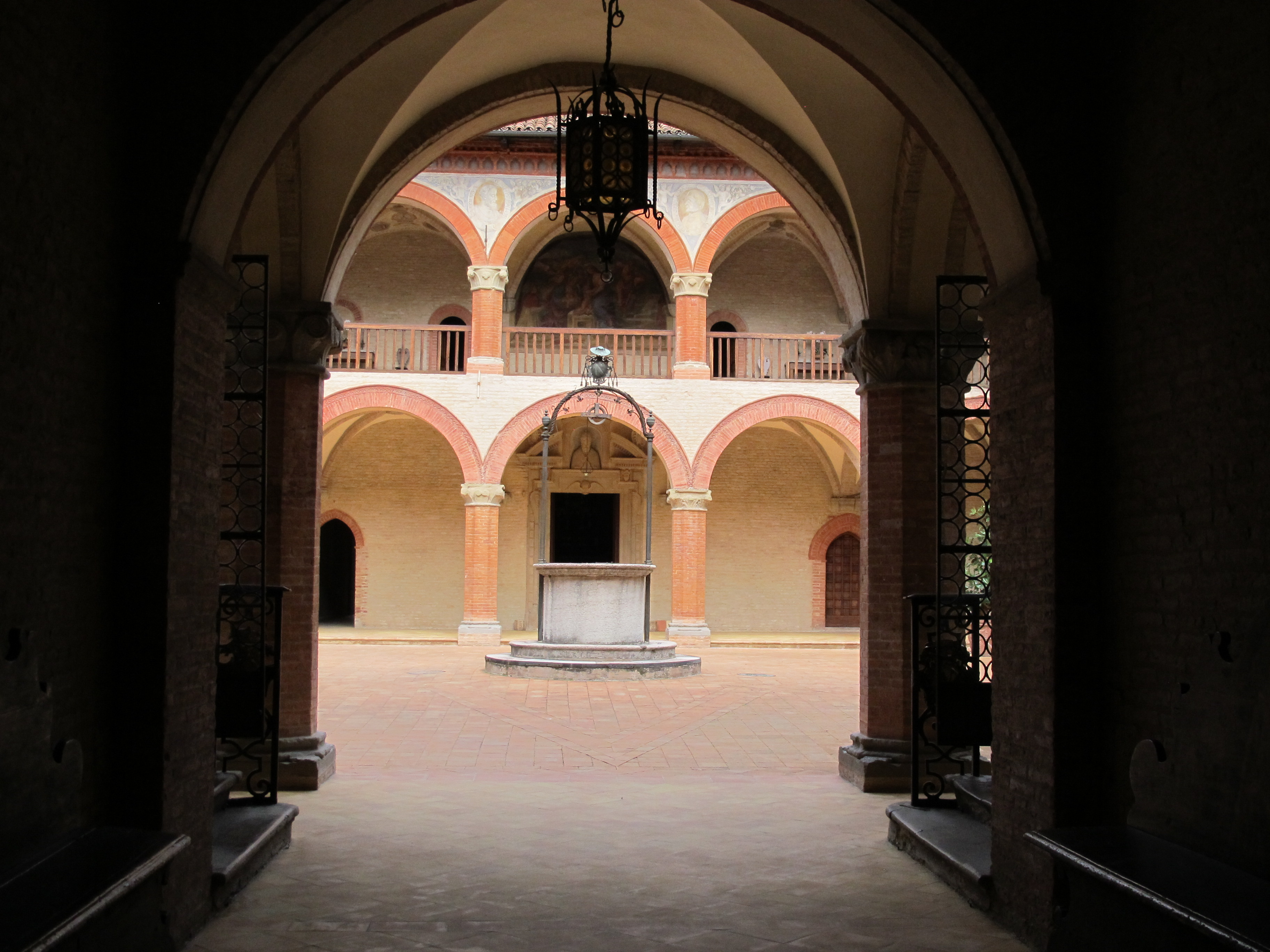
Innenansicht in Richtung des Innenhofs und der Loggia

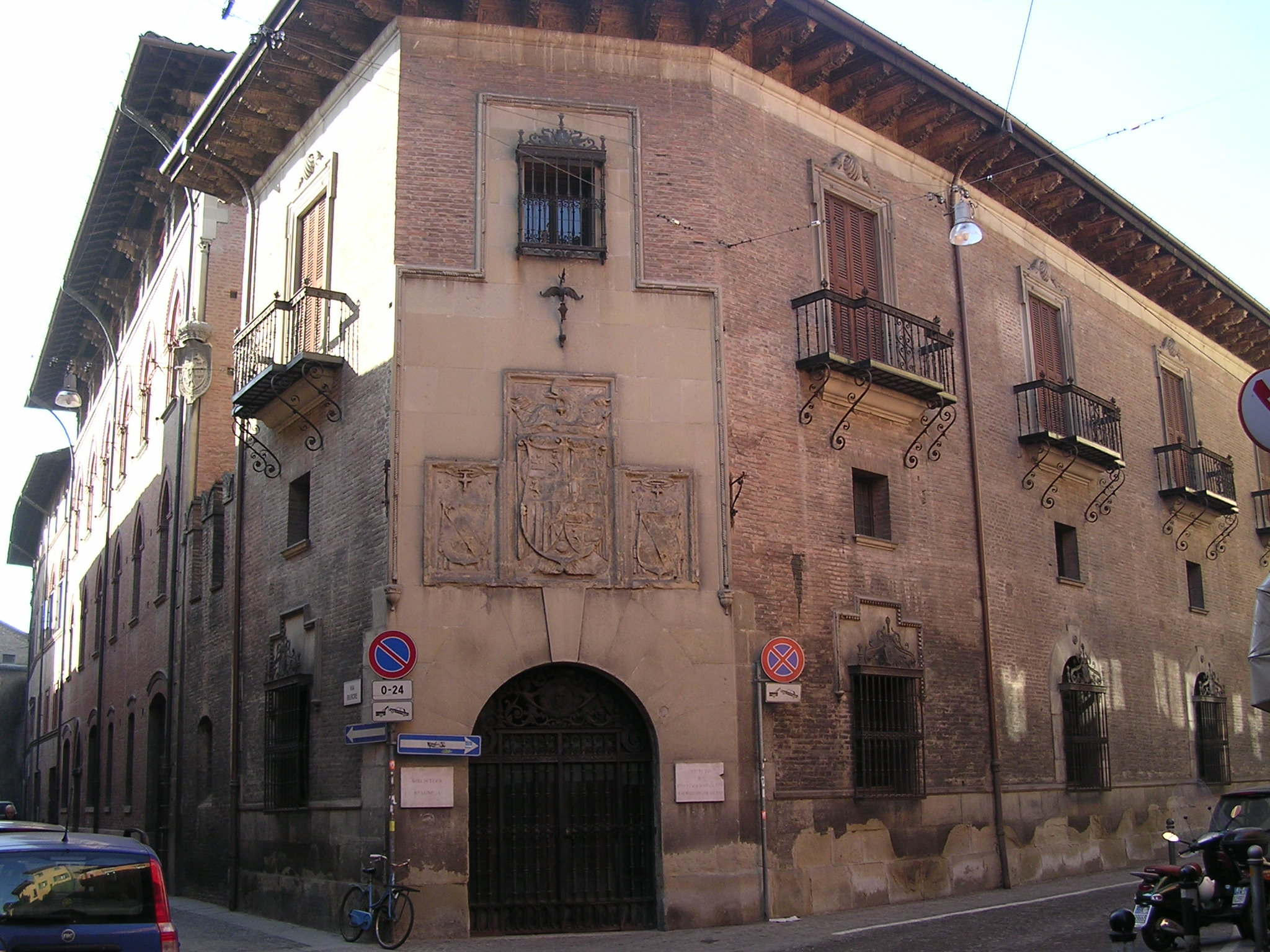
Außenansicht

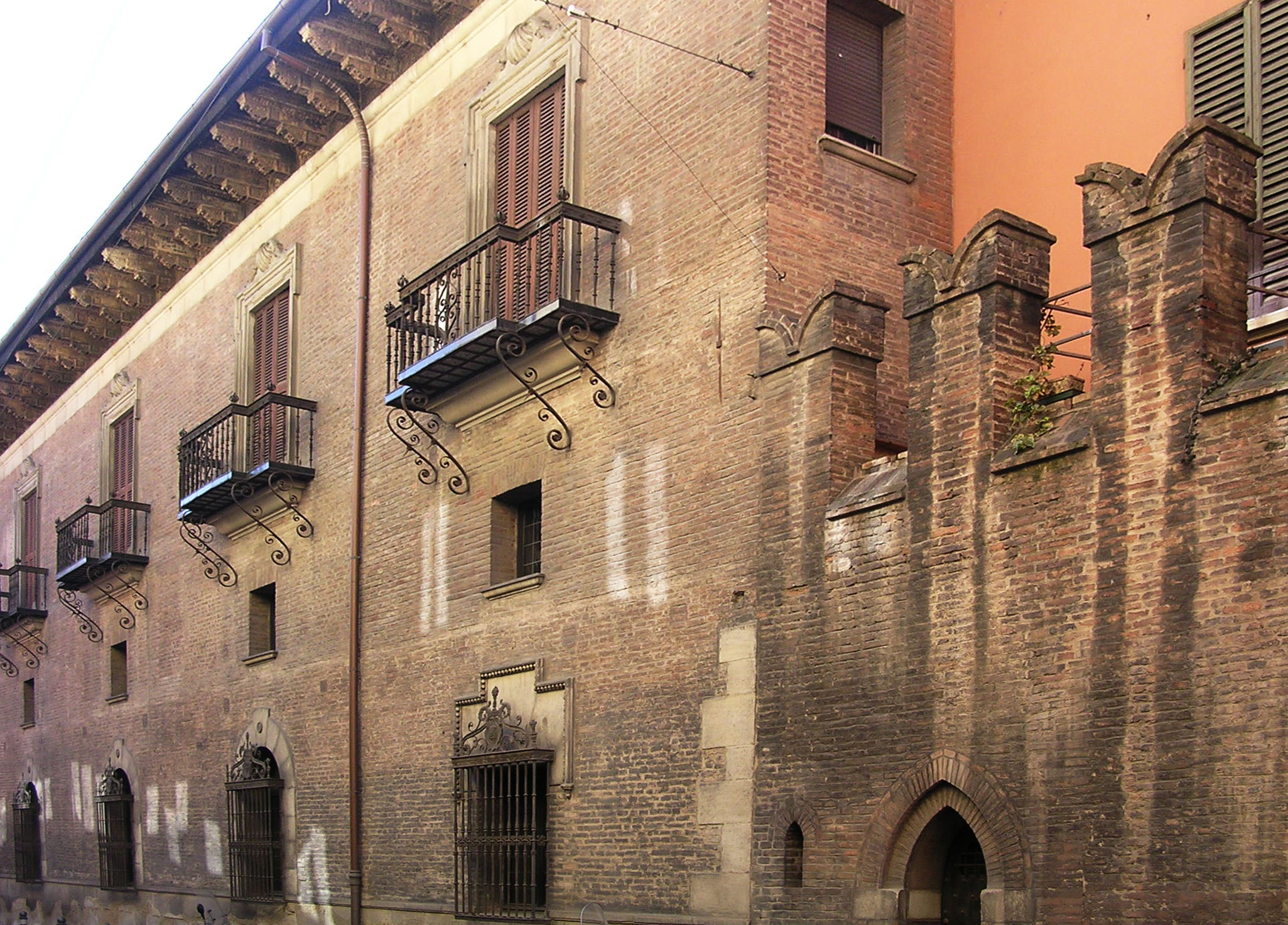
Weitere Außenansicht des Kollegs

Das Kolleg, das von Matteo Giovannelli geplant wurde, hat zwei Stockwerke und in der Mitte einen Innenhof mit Vorhalle, um den herum die Räume angeordnet sind; er führt zur gotischen Kirche Sankt Clemens. Die Räume der Studenten zeigen nach außen und das Gebäude hat Zinnen, die an eine Festung erinnern. Die Außenfassade wurde nach und nach im Stile der Renaissance umgestaltet. Diese Verteidigungsstruktur des privaten Territoriums zeigt klar den Zweck des Kollegs: eine relative Selbstgenügsamkeit gegenüber der Stadt. Die Kollegiaten nahmen sogar an einigen Kursen innerhalb des Kollegs teil, „donde se leen las Cathedras, una de Theologia, otra de Canones, otra de Leyes“ (dt.: wo die Seminare gelesen wurden, eines der Theologie, ein weiteres der Kanonik, wieder ein anderes des Rechts).
Der Palast hat ein hervorragendes Portal von 1525, das Werk von Andrea da Formigine.
In der Vorhalle gibt es eine Fresko von Annibale Carracci, allerdings in sehr schlechtem Zustand. Darüber hinaus gibt es zwei Fresken von Bartolomeo Ramenghi (auch Bartolomeo da Bagnacavallo genannt), wogegen das von Camillo Procaccini in der Apsis der Kapelle 1914 zerstört wurde. In der Kapelle ist ein hervorragendes Polyptychon von Marco Zoppo erhalten.
2011 wurden die Restaurierungsarbeiten beendet, die 30 Jahre andauerten, und bei denen „falsch gotischen“ Superfötationen entfernt und die wertvollen Fresken restauriert wurden. Bemerkenswert ist die „Madonna dell’umilità“ (dt.: Demütige Madonna), die Ende des 14. Jahrhunderts von Lippo di Dalmasio gemalt wurde.

### Aktivitäten des Kollegs
Dieses Kolleg ist das einzige aus dem Mittelalter, das als solches in Kontinentaleuropa bis heute erhalten ist.
Im 20. und 21. Jahrhundert wird das Real Colegio de España en Bolonia als private Einrichtung geführt, das keine öffentlichen Subventionen oder Zuschüsse irgendeiner Art erhält. Es beherbergt Doktoranden, die in spanischen Universitäten mit einem Wettbewerb nach meritokratischen Maßstäben in ausgewählt wurden: Die Nutznießer der Gastfreundlichkeit des Kollegs werden in der spanischen akademischen Welt als „Bolonios“ bezeichnet. Die Institution führt auch akademische und kulturelle Veranstaltungen durch, darunter Seminare und Kongresse, darüber hinaus auch Konzerte und soziale Veranstaltungen.
Im Inneren des Kollegs gibt es eine Bibliothek in der auch zahlreiche Bilderhandschriften aufbewahrt werden, die in digitaler Form mit hoher Auflösung verfügbar sind.